# Tanja Jadnanansing
Tanja Jadnanansing (Leiden, 26 de abril de 1967) es una política neerlandesa que actualmente ocupa un escaño en el Segunda Cámara de los Estados Generales para el período legislativo 2012-2017 por el Partido del Trabajo.

## Biografía
Jadnanansing creció en Surinam. Tras realizar estudios en Derecho entre 1987 y 1994, cofundó y dirigió comunicacionalmente un centro de información para los jóvenes en Ámsterdam (2000-2003). Tras ello, fue Gerente de Diversidad en la Nederlandse Publieke Omroep (2004-2006), asesor sobre juventud en el Nederlandse Omroep Stichting (2006-2007), y presentadora y productora para la Multiculturele Televisie Nederland y la Organisatie Hindoe Media (2007-2008). Entre 2007 y 2009 fue redactora y editora de NOS Headlines.